# Codex Sangallensis 469
Der Codex Sangallensis 469 (Cod. Sang. 469) ist ein kleines Gebetbuch aus dem 13. Jahrhundert, das auf insgesamt 286 Pergamentblättern vier grosse Texteinheiten enthält, von denen man drei als Mariengebete bezeichnen könnte. Sein Format misst 140 × 110 mm.
Das Buch beginnt mit zwei ganzseitigen Illuminationen (S. 2: Thronende Jungfrau mit Kind, S. 3: Geisselung Christi). Auf den Seiten 5 bis 35 enthält es einen kurzen Psalter, in dem die erste Strophe eines jeden Psalms mit einem Ave Maria verbunden wird. Die Seiten 37 bis 68 enthalten eine ausführliche Heiligenlitanei, der auf den Seiten 69 bis 180 der Psalter «Freuden Mariens» und von 180 bis 200 ein weiterer, kurzer Psalter folgt.
Es fällt auf, dass der ganze Text von ein und derselben, geübten Hand geschrieben wurde. Er ist mit Rubriken und Initialen in roter und blauer Tinte versehen.

## Provenienz
Die Handschrift befindet sich heute in der Stiftsbibliothek St. Gallen. Auf Seite 56 wird Abundius von Como erwähnt, der im 5. Jahrhundert Bischof von Como war, was auf die Herkunft des Buches hinweisen könnte. Nach Gustav Scherrer wurde diese Handschrift wahrscheinlich in Italien für die Benediktiner kopiert. Dagegen meint Beat von Scarpatetti, die Kopie sei für ein Laienkapitel oder Frauenkloster hergestellt worden.
Wahrscheinlich aus nachmittelalterlicher Zeit stammt der Besitzvermerk in griechischer Schrift, der auf den Namen Jodokus Graislos lautet. Der heutige, schmucklose Einband mit dem Namen des Frauenklosters St. Johann bezeichnet die letzte Station dieses Buches, bevor es in die Stiftsbibliothek St. Gallen gelangte.